# Chillwave
Chillwave, também chamado de glo-fi,  é um gênero musical cujos artistas são frequentemente caracterizados pelo grande uso de efeitos sonoros, sintetizadores, loops, samples e vocais fortemente filtrados com simples linhas melódicas.
O gênero combina as tendências da música dos anos 2000 de se voltar para música retrô dos anos 80 e (na música indie) o uso de sons ambiente, com pop moderno, como no electropop, post-punk revival, psych folk, nu gaze e witch house. É ocasionalmente descrito como "música de verão".

## Definindo o gênero
O termo "chillwave" provavelmente foi originado no blog Hipster Runoff de Carles (pseudônimo usado pelo autor do blog), mais especificamente no seu 'rádio blog' acompanhante de mesmo nome.
Jon Pareles do New York Times descreveu esse tipo de música como: "Eles são artistas solo ou bandas pequenas, normalmente centrados a um laptop, e compartilham memórias do electropop dos anos 1980, com ganchos dance-music que ficam variando (e frequentemente vocais fracos). É a era da restauração musical: de baixo custo e dançável." Seus precursores musicais são diversos e incluem o synthpop dos anos 1980, shoegaze, música ambiente, música concreta e vários tipos de world music.
O gênero é também um bom exemplo de mudar a ideia de definir o nascimento de um movimento musical em parte por uma locação geográfica específica, como feito historicamente, para focar em como os grupos se tornaram conectados e definidos por meio da Internet. O "Wall Street Journal" citou Alan Palomo do Neon Indian sobre o gênero: "Considerando que movimentos musicais eram determinados por uma cidade ou local onde as bandas se concentravam, agora é somente um blogger ou jornalista encontrar três ou quatro bandas aleatórias pelo país, juntar alguns pontos em comum entre elas e chamar isso de gênero." Apesar das similaridades estilísticas listadas acima, Palomo e outros artistas questionaram se o chillwave realmente constitui um gênero distinto.

## Bandas
Os primeiros artistas a se encaixarem no gênero foram Neon Indian, Toro y Moi e Washed Out.
Observadores notaram que o Panda Bear, especialmente em seu álbum de 2007 Person Pitch, prenunciou o movimento (apesar da técnica do Panda Bear enfatizar sons em loop e colagens sonoras, se opondo à ênfase do chillwave em sintetizadores clássicos e programação de sintetizadores). Além do trabalho solo do Panda Bear, a banda Animal Collective também é citada como uma precursora do movimento.
Bandas e artistas associados ao gênero são XXYYXX, Com Truise, Senhouse, Keep Shelly In Athens, ODESZA, Mansions on the Moon, Mkaio, Cosmo Black, Tycho, Slow Magic, Small Black, Howlings e Aether.